# Первостроителям Санкт-Петербурга
«Первострои́телям Са́нкт-Петербу́рга», точнее «Са́нкт-Петербу́рга первострои́телям» или «Архите́кторам-первострои́телям Са́нкт-Петербу́рга» — памятник первым архитекторам Санкт-Петербурга А. Шлютеру, Ж.-Б. Леблону, Д. Трезини, Б. Ф. Растрелли и скульптору Б. К. Растрелли. Расположен в Сампсониевском саду у Сампсониевского собора в муниципальном округе Сампсониевском в Выборгском районе Петербурга на месте ранее существовавшего здесь одноимённого кладбища, на котором были похоронены все эти архитекторы, за исключением Б. Ф. Растрелли. Авторы проекта — архитектор В. Б. Бухаев, скульптор М. М. Шемякин.
Открыт 17 октября 1995 года при участии мэра Санкт-Петербурга А. А. Собчака. Бронзовые элементы памятника  были полностью украдены вандалами  в 2000 г.. Первоначальный вид памятника в полной комплектации см. на Яндекс.Фото.

## Концепция и композиция
Монумент-мемориал создавался по инициативе Санкт-Петербургского отделения Фонда культуры в соответствии с распоряжением мэра Санкт-Петербурга А. А. Собчака. Памятник сооружен в Сампсониевском саду (в советское время - сад имени Карла Маркса) вблизи Сампсониевского собора. В петровские времена с 1711 года на этом месте располагалось Сампсониевское кладбище, первое общегородское кладбище для православных и инославных (инородцев или «немцев»). «Здесь были похоронены такие выдающиеся деятели России, как архитекторы Д. Трезини, А. Шлютер, Ж. Б. Леблон, Г. И. Маттарнови, скульптор К. Б. Растрелли, первый президент Российской Академии наук Л. Л. Блументрост, первый русский экономист И. Т. Посошков, художники Л. Каравак, С. Торелли и многие другие».
Основной архитектурный объем представлен аркой из розового гранита высотой 5 метров, которая по замыслу авторов проекта памятника благодаря пересечению её крестом напоминает «окно в Европу», являясь символическим образом Петербурга.
С восточной стороны арки-«окна» был установлен бронзовый стол с планом Петербурга, подсвечником, трубкой и черепом. У стола — бронзовый стул, выполненный по образцам подлинной голландской мебели XVII века. На восточной стороне арки в верхней части свода крепился бронзовый медальон с портретом Петра Великого, а по её двум сторонам — восемь накладных барельефов из бронзы и текстовые доски из латуни работы Михаила Шемякина, представляющие копии медалей петровского времени, портреты Д. Трезини и Ф. Б. Растрелли, и так называемые скульптором метафизические композиции. Ниже выбиты имена и годы жизни архитекторов: слева — на русском языке, справа — на их родных языках:
- Андреас Шлютер 1660—1714
- Жан-Батист Александр Леблон 1670—1719
- Доменико Андреа Трезини 1670—1734
- Бартоломео Карло Растрелли 1675—1744
- Бартоломео Франческо Растрелли 1700—1771

## Акты вандализма
Вскоре после открытия памятника с бронзового стола исчез подсвечник. В 2000 году памятник стал жертвой вандализма. Большая часть металлических деталей была выломана и похищена, в настоящее время на памятнике нет ни одной из них. Неизвестные увезли бронзовые стул и стол с атрибутами зодчества — свитком с чертежами, треугольником и циркулем. С исчезновением бронзового креста символическое «окно в Европу» превратилось в обычную арку.
В 2001 году стол был найден и заново установлен на средства Вячеслава Бухаева, но вскоре снова исчез. О судьбе памятника Михаил Шемякин сказал следующее: «Мне просто стыдно, что осквернена и разрушена память тех архитекторов, которые заложили наш город. Это отчасти кладбищенский памятник, потому что могилы их были уничтожены, и мы сделали условную „братскую могилу“».